# Puçol
Puçol – gmina w Hiszpanii, w prowincji Walencja, we wspólnocie autonomicznej Walencja, o powierzchni 18,06 km². W 2011 roku liczyła 19 421 mieszkańców.
W miejscowości jest stacja kolejowa Puçol.